# Tom Sawyer (baron Sawyer)
Pour les articles homonymes, voir Tom Sawyer (homonymie).
Lawrence Sawyer, baron Sawyer, né le 12 mai 1943 à Darlington (Durham, Angleterre) et mort le 3 août 2025,, connu sous le nom de Tom Sawyer, est un syndicaliste britannique et un homme politique du parti travailliste. Il est secrétaire général du Parti travailliste de 1994 à 1998.

## Biographie
Tom Sawyer fait ses études à la Dodmire School, à l'Eastbourne Comprehensive School et au Darlington Technical College.
Après ses études, Tom Sawyer travaille dans l'ingénierie, avant de se tourner vers le syndicalisme. Il devient responsable du Syndicat national de la fonction publique (NUPE) en 1971, devenant leur agent régional du Nord en 1975. En 1981, il est nommé secrétaire général adjoint de NUPE jusqu'à sa fusion pour devenir UNISON jusqu'en 1994. Dans ce poste, il est membre du Comité exécutif national du Parti travailliste entre 1981 et 1994 et est nommé président du Parti en 1991.
En 1994, Tom Sawyer est secrétaire général du parti travailliste et mène le parti avec succès aux élections générales de 1997. C'est un modernisateur qui a contribué au succès du New Labour. Il se retire à la conférence du parti de 1998 et est créé pair à vie en tant que baron Sawyer, de Darlington dans le comté de Durham le 4 août 1998. Il est administrateur de plusieurs entreprises et organismes du secteur public.
En novembre 2004, il devient chancelier de l'Université de Teesside, en remplacement de l'ancien député conservateur et membre de la Commission européenne, Leon Brittan.
Les archives et le centre d'étude de l'histoire du travail au Musée d'histoire du peuple de Manchester contiennent les papiers de Sawyer, qui vont de 1985 à 1998.